# Nazan Eckes

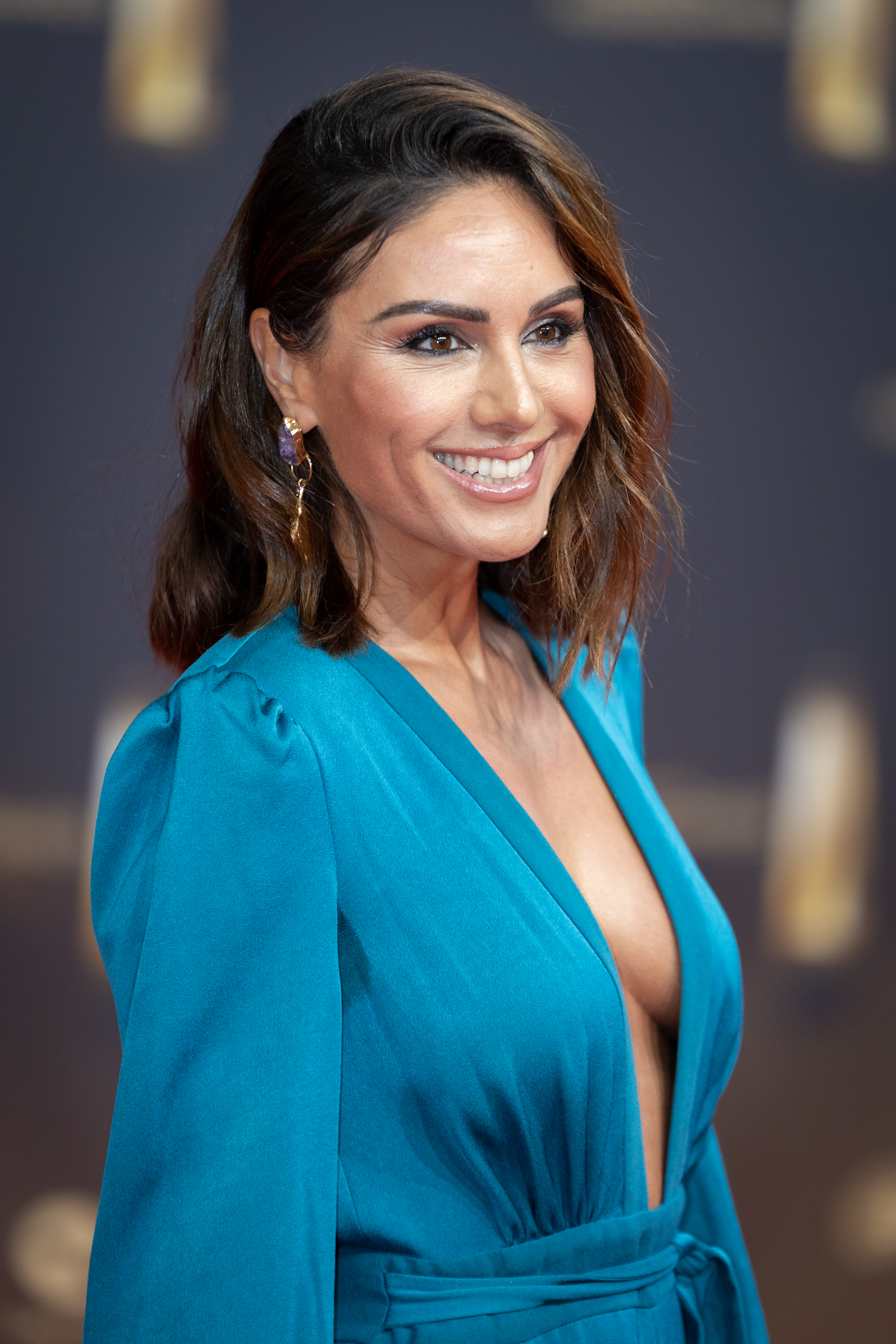
Nazan Eckes, 2022

Nazan Eckes (geb. Nazan Üngör, bürg. Nazan Khol; * 9. Mai 1976 in Köln) ist eine deutsche Fernsehmoderatorin und Model.

## Leben
Nazan Eckes ist die Tochter türkischer Einwanderer aus Eskişehir. Sie hat einen Bruder und eine drei Jahre jüngere Schwester. Mit 18 Jahren erhielt sie die deutsche Staatsangehörigkeit. In ihrem Buch Guten Morgen, Abendland beschreibt Eckes das Leben in einer Einwandererfamilie. In einem Interview antwortete sie auf die Frage, ob sie früher ständig zwischen zwei Welten hin- und hergesprungen sei: „Es ist unmöglich, wenn man in zwei Kulturen aufwächst, sich festzulegen.“

### Privates
Von 2000 bis 2007 war sie mit dem Werbeunternehmer Claus Eckes aus Leverkusen verheiratet. Am 30. Juni 2012 heiratete sie den österreichischen Maler Julian Khol, einen Sohn des österreichischen ÖVP-Politikers Andreas Khol. Das Paar wurde Eltern zweier Söhne (* 2014, * 2016). Im Oktober 2022 wurde bekannt, dass sich Eckes und Khol vor längerer Zeit, vermutlich bereits zwei Jahre zuvor, getrennt haben. 2025 zog Eckes mit den Söhnen von Köln in die 2020 gekaufte Finca auf Mallorca.

## Karriere
Nach dem Abitur 1995 an der Landrat-Lucas Schule im Leverkusener Stadtteil Opladen absolvierte Eckes ein Praktikum und ein 18-monatiges Volontariat beim Musiksender VIVA, der sie 1998 fest anstellte. Von 1998 bis 1999 war sie freie Mitarbeiterin der türkischen Lokalzeitung Haftalık Posta. Im Jahr 1999 wechselte sie zu RTL, wo sie die Wettermoderation des Lokalmagazins Guten Abend RTL übernahm. Für RTL West moderierte sie ab 2000 das Wetter, zudem war sie als Reporterin für das Lokalmagazin tätig. Von Januar 2001 bis März 2005 moderierte sie die RTL II News. Von 2003 bis 2004 war Eckes Moderatorin bei Life! – Die Lust zu leben.
Zusammen mit Kai Ebel moderierte sie ab dem 3. April 2005 zudem das Magazin Formel Exclusiv. Sie übernahm auch die Moderation bei bosporus Trend und beim RTL II Jahresrückblick. Gemeinsam mit Hape Kerkeling moderierte Eckes 2006 und 2007 die erste und zweite Staffel der RTL-Tanzshow Let’s Dance,  in der dritten Staffel 2010 an der Seite von Daniel Hartwich.
Von 2005 bis 2019 moderierte Eckes die werktäglichen Ausgaben des RTL-Magazins Explosiv – Das Magazin und die Wochenendausgabe Explosiv – Weekend. Von 2007 bis 2009 moderierte sie als Vertretung von Katja Burkard das RTL-Mittagsmagazin Punkt 12. Zusammen mit Oliver Geissen moderierte Eckes 2008 die Echo-Verleihung.
Eckes moderierte zwei Pilotfolgen der Game-Show The Cube – Besiege den Würfel!, die am 29. April 2011 und am 10. Juni 2011 auf RTL ausgestrahlt wurden. Zusammen mit Marco Schreyl moderierte Eckes 2011 den Deutschen Fernsehpreis. Im Juni 2013 präsentierte sie gemeinsam mit Marco Schreyl die Show Die Pool Champions – Promis unter Wasser.
2013 und 2014 moderierte sie die RTL-Castingshow Deutschland sucht den Superstar, 2013 zusammen mit Raúl Richter und 2014 alleine, 2015 wurde sie durch Oliver Geissen ersetzt.
2016 und 2017 moderierte sie zusammen mit Jan Köppen die RTL-Tanzshow Dance Dance Dance.
Im Jahr 2017 war Eckes in der 11. Staffel von Das Supertalent als Jurymitglied tätig. 2019 nahm sie als Kandidatin an der zwölften Staffel von Let’s Dance teil und erreichte mit Profitänzer Christian Polanc den vierten Platz.
Von 2018 bis 2022 moderierte sie vertretungsweise das Magazin stern TV. Nach ihrer langjährigen Arbeit als Vertretung seit 2008 übernahm Eckes am 30. Dezember 2019 die Hauptmoderation für Extra – das RTL-Magazin und löste damit Birgit Schrowange ab, die die Sendung nach 25 Jahren verließ. Als Hauptmoderatorin moderierte sie das Magazin bis Dezember 2022.
Im April 2022 wurde bekannt, dass Eckes am Ende des Jahres 2022 die exklusive Zusammenarbeit mit RTL beenden werde. Jedoch sollen weitere gemeinsame Projekte und Formate mit dem Sender geplant werden.
Im Frühjahr 2024 nahm Eckes als „Robodog“ an der zehnten Staffel der Fernsehsendung The Masked Singer teil; sie belegte den fünften Platz.

## Fernsehauftritte

### Moderationen
Ehemalige Moderationen
- 1999: Wettermoderation bei Guten Abend RTL (RTL)
- 2000: Wettermoderation bei RTL West (RTL)
- 2001–2005: RTL II News (RTL II)
- 2002: Mach zwei (RTL II)
- 2003–2004: Life! – Die Lust zu leben (RTL)
- 2003–2004: Deutschlands beste Doppelgänger (RTL)
- 2004: bosporus Trend (RTL)
- 2004: RTL II Jahresrückblick (RTL II)
- 2005–2008: Formel Exclusiv (RTL)
- 2005–2019: Explosiv – Das Magazin / Explosiv – Weekend (RTL)
- 2006–2010: Let’s Dance (RTL)
- 2007–2009: Punkt 12 (RTL)
- 2008–2022: Extra – Das RTL-Magazin (RTL)
- 2008: Echo-Verleihung (RTL)
- 2009: Die Tricks der größten Zauberer (RTL)
- 2010: Nazan – echt persönlich (RTL)
- 2011: The Cube – Besiege den Würfel! (RTL)
- 2011: Deutscher Fernsehpreis 2011  (RTL)
- 2013–2014: Deutschland sucht den Superstar (RTL)
- 2013: Die Pool Champions – Promis unter Wasser (RTL)
- 2015: Germany’s Top 50 (RTL)
- 2016–2017: Dance Dance Dance (RTL)
- 2016: Das große Erziehungsexperiment (RTL)
- 2018–2022: stern TV (Vertretung) (RTL)
- 2020: RTL Spezial – Wie Corona unser Leben verändert (RTL)
- 2020: Täglich frisch geröstet (RTL+)

### Weitere Auftritte
- 2017: Jurorin bei Das Supertalent (RTL)
- 2019: Teilnehmerin bei Let’s Dance (RTL)
- 2024: Teilnehmerin bei The Masked Singer (ProSieben)[19]
- 2024: Moderation Blamieren oder Kassieren bei Schlag den Star (ProSieben)[20]

## Soziales Engagement
Nazan Eckes ist seit 2011 Mitglied des Beirates der Beauftragten der Bundesregierung für Migration, Flüchtlinge und Integration. Im März 2012 wurde ihr für Verdienste um die deutsch-türkischen Beziehungen der „Plattino“-Preis verliehen.
Zudem engagiert sich Nazan Eckes für gemeinnützige Zwecke; seit Oktober 2010 ist sie Schirmherrin des Kölner Ronald-McDonald-Hauses. Als Botschafterin der Deutschen Knochenmarkspenderdatei (DKMS) will sie vor allem türkische Menschen von der Stammzellspende überzeugen. 2011 war sie bundesweit auf Plakaten der DKMS zu sehen; seitdem wird sie als Testimonial in Print-Anzeigen eingesetzt. Als „Lesebotschafterin“ der Stiftung Lesen wirbt sie unter anderem in Werbespots auf RTL für das Lesen. 2019 wurde sie für ihr Engagement mit dem Deutschen Lesepreis ausgezeichnet. 2017 wurde sie mit der Verdienstmedaille des Verdienstordens der Bundesrepublik Deutschland und 2021 mit dem Verdienstorden des Landes Nordrhein-Westfalen ausgezeichnet.

## Publikationen
- Nazan Eckes: Guten Morgen, Abendland. Almanya und Türkei – eine Familiengeschichte. Bastei Lübbe, Köln 2010, ISBN 978-3-7857-6041-3.